# Observatoř Palomar

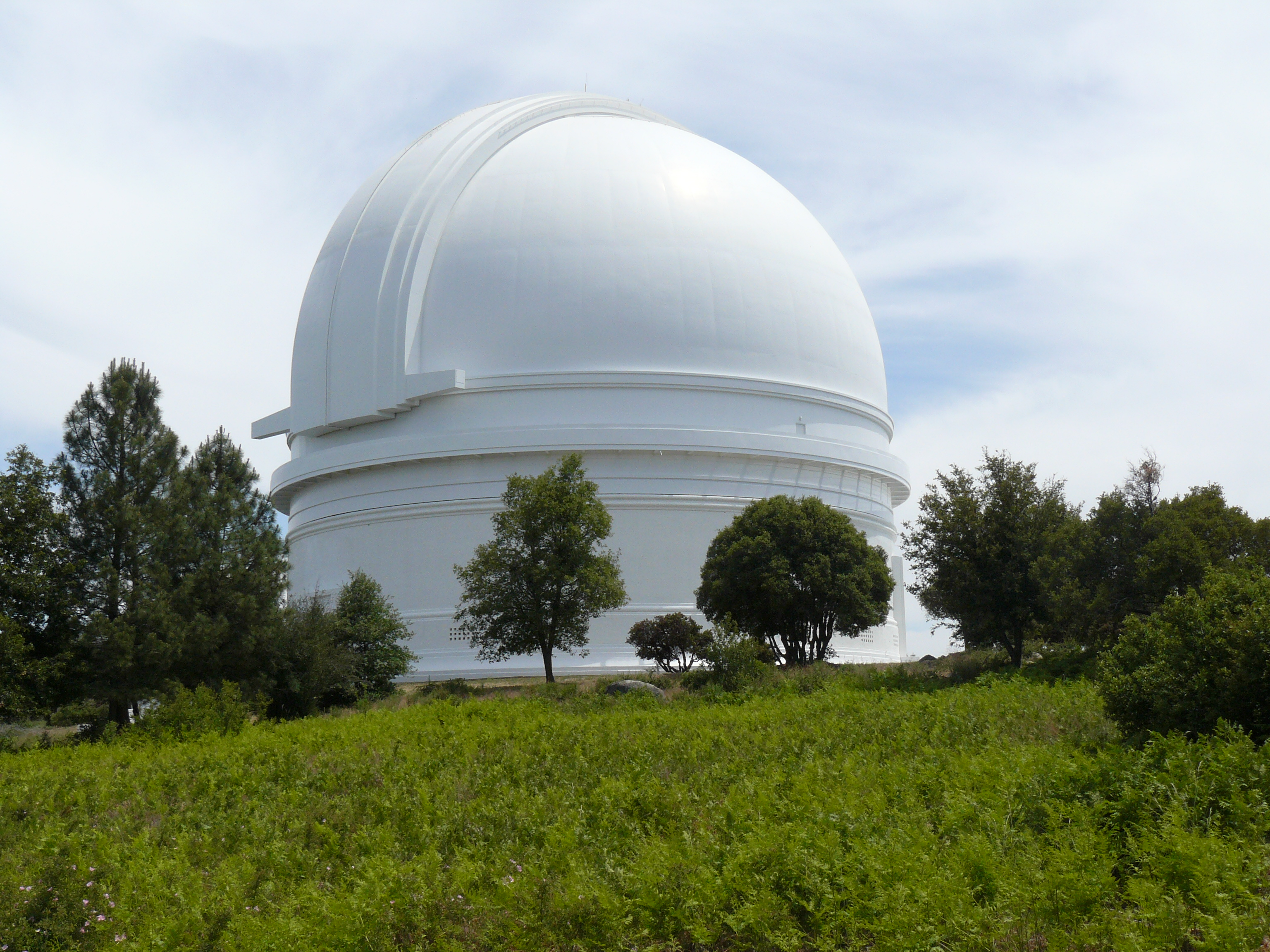
Kopule palomarské observatoře ukrývající Haleův teleskop

Observatoř Palomar je americká soukromá astronomická observatoř v Kalifornii, ve správním obvodě San Diego, ležící v pohoří Palomar Mountain Range. Jejím vlastníkem a správcem je Kalifornský technologický institut (Caltech). Kromě Caltechu zde provádí výzkum též jeho partneři, zejména Jet Propulsion Laboratory a Cornellova univerzita. Observatoř v současné době pozoruje pomocí tří hlavních dalekohledů: Haleova teleskopu (průměr 5,08 m), Teleskopu Samuela Oschina (průměr 1,22 m) a dalšího zrcadlového teleskopu (1,52 m). Kromě toho je zde umístěn také Palomarský zkušební interferometr.

## Haleův teleskop

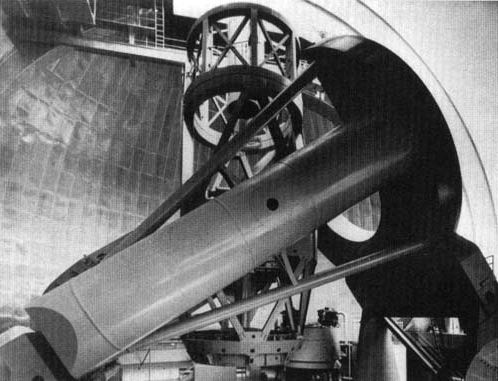
Haleův teleskop

200palcový (5,08 m) Haleův teleskop byl pojmenován po americkém astronomovi Georgi Ellerym Haleovi. Caltech ho vystavěl za 6 milionů dolarů, které získal z grantu Rockefellerova institutu. Obrovské zrcadlo z pyrexu vyrobily sklárny Corning Glass Works. Ve své době největší teleskop na světě spatřil své „první světlo“ roku 1948. Jako první ho pro svá pozorování používal americký astronom Edwin Powell Hubble. Plně dokončen byl o rok později. Překonán byl až roku 1992, kdy byl postaven 10metrový dalekohled Keck I na havajské hoře Mauna Kea.
Haleův teleskop spravuje konsorcium složené z Kalifornského technického institutu, Jet Propulsion Laboratory a Cornellovy univerzity. S jeho pomocí byla objevena řada vzdálených kvasarů na hranici známého vesmíru, ale také stovky planetek v naší sluneční soustavě. Další planetka, (34419) Corning, byla objevena pomocí jeho modelu, postaveného v měřítku 1:10. Tento model je umístěn v sídle skláren Corning Glass Works (nyní Corning Incorporated) ve městě Corning, stát New York.
Ronald Florence popsal historii stavby dalekohledu v knize The Perfect Machine. Richard Preston napsal o teleskopu a astronomech, kteří s ním pracují, kritikou uznávaný dokumentární román First Light.

## Další teleskopy a zařízení

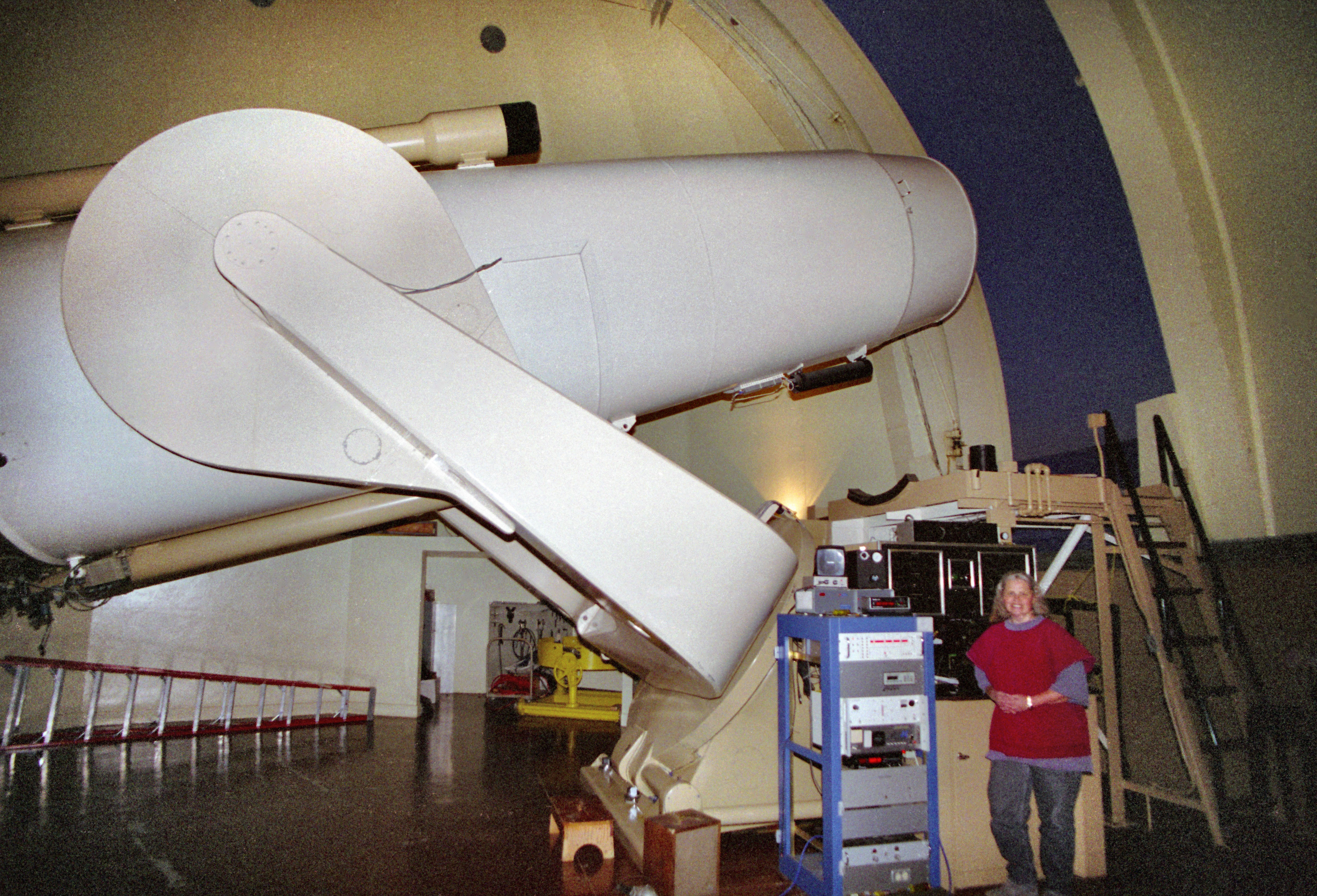
Astronom Jean Large u Teleskopu Samuela Oschina

- Dalekohled o průměru 1,5 m (f/8,75). Do provozu byl uveden roku 1970, aby ulevil Haleovu teleskopu. Tímto teleskopem byl objeven první hnědý trpaslík.
- Dalekohled Samuela Oschina o průměru 1,22 m. Tímto přístrojem byla objevena trpasličí planeta Eris.
- Robotický dalekohled o průměru 61 cm, který byl uveden do provozu roku 2006. Využívá se k monitorování počasí na Saturnově největším měsíci Titanu a k pozorování pohybujících se objektů sluneční soustavy, objevených dalekohledem Samuela Oschina.
- Schmidtův dalekohled o průměru 45 cm. Tento přístroj byl roku 1936 prvním palomarským dalekohledem, v současné době již není k astronomickým pozorováním využíván. Americký astronom Fritz Zwicky jím objevil více než 100 supernov. Roku 1993 byla jeho pomocí objevena kometa Shoemaker-Levy 9.
- Planet Search Telescope, dalekohled pro hledání exoplanet. Jde o malý robotický dalekohled, který byl v letech 2003 – 2008 využíván k hledání planet u cizích hvězd.
- Palomarský zkušební interferometr, který umožňuje měřit s velmi vysokým rozlišením velikosti a pozice hvězd.

## Palomar Observatory Sky Survey
Roku 1958 observatoř dokončila tzv. Palomar Observatory Sky Survey (POSS), desetiletou prohlídku oblohy, sponzorovanou společností National Geographic. Tento průzkum byl proveden pomocí Teleskopu Samuela Oschina, který oblohu snímal na 35cm fotografické desky Kodak 103a-O citlivé na modré světlo a Kodak 103a-E citlivé na červené světlo. Průzkum původně pokryl oblohu od deklinace +90 stupňů (severní nebeský pól) po -27 stupňů ve všech rektascenzích, s citlivostí do +22 mag (přibližně milionkrát citlivější než lidský zrak). V letech 1957–1958 byl průzkum rozšířen do deklinace -33 stupňů.
Australský astronom J. B. Whiteoak pomocí stejného přístroje prohlídku rozšířil až do deklinace -45 stupňů, ovšem tentokrát jen na fotografické desky citlivé na červené světlo.
Další palomarská prohlídka, tzv. Second Palomar Observatory Sky Survey (POSS II) byla provedena v 80. a 90. letech s využitím zdokonaleného dalekohledu a fotografických desek s lepší emulzí. Oschinův dalekohled byl vybaven achromatickým korektorem a automatickým naváděním. Fotografie pořizoval ve třech vlnových délkách: modré, červené a infračervené. V průběhu pořizování snímků pro POSS II bylo objeveno také několik komet a vzájemným porovnáním snímků obou prohlídek POSS I a POSS II bylo objeveno více než 100 supernov.
Tato prohlídka byla nejrozsáhlejší prohlídkou oblohy až do roku 2001, kdy byla dokončena prohlídka Two Micron All-Sky Survey (2MASS). Co se týká hloubky, předstihuje ji probíhající Sloan Digital Sky Survey, ovšem palomarská prohlídka zahrnuje téměř 2,5 krát větší část oblohy. POSS existuje též v digitalizované verzi (tj. naskenované fotografické desky), a to jak ve formě fotografií (Digitized Sky Survey), tak i ve formě katalogu (Minnesota Automated Plate Scanner).

## Současný výzkum
Jedním z probíhajících programů je vyhledávání blízkozemních planetek. Tento program v současné době využívá fotografické kamery, kterou sestrojil tzv. Quasar Equatorial Survey Team, mapující od roku 2001 část oblohy kolem nebeského rovníku. Kameru, nainstalovanou v létě 2003 na Teleskop Samuela Oschina, využívá i řada dalších programů. Patří mezi ně i hledání vzdálených těles v Kuiperově pásu, jež vedlo k objevu již desítek transneptunických těles. Na observatoři byly nalezeny mimo jiné i trpasličí planety (136199) Eris a (136472) Makemake a další tělesa (20000) Varuna a (50000) Quaoar. Observatoř si činila nárok i na objev trpasličí planety (136108) Haumea, který jí však po sporu s pozorovatelským týmem ze španělské Observatoře Sierra Nevada nebyl přiznán. Observatoř se pomocí této kamery věnuje také sledování gama záblesků, při nichž se využívá schopnosti rychlé reakce automatizovaného dalekohledu, jež umožňuje rychle pořídit sérii snímků uhasínajícího záblesku, dále hledání supernov, které má pomoci ověřit teorii zrychlující se expanze vesmíru, a hledání kvasarů.
Fotografická kamera sestává ze 112 CCD součástek pokrývajících celé zorné pole dalekohledu (4×4 stupně). Jde o největší mozaiku CCD součástek v astronomickém přístroji.

### Jasné fotografie
V září 2007 uveřejnil tým amerických a britských astronomů několik fotografií z palomarské observatoře, které jsou nejjasnějšími do té doby pořízenými fotografiemi vnějšího vesmíru. Na ostrosti získaly díky novému systému adaptivní optiky. Jejich rozlišení převyšuje dvakrát i rozlišení Hubblova vesmírného dalekohledu.

## Ředitelé
- Ira Sprague Bowen, 1948–1964
- Horace Welcome Babcock, 1964–1978
- Maarten Schmidt, 1978–1980
- Gerry Neugebauer, 1980–1994
- James A. Westphal, 1994–1997
- Wallace Leslie William Sargent, 1997–2000
- Richard Ellis, 2000–2006
- Shrinivas Kulkarni, od r. 2006